# کپیتال هیلز، قلمرو پایتختی استرالیا
کپیتال هیلز (به انگلیسی: Capital Hill) یک حومه شهر در استرالیا است که در کانبرا واقع شده‌است.